# Pseudotanais (Pseudotanais) vulsella
Pseudotanais (Pseudotanais) vulsella is een naaldkreeftjessoort uit de familie van de Pseudotanaidae. De wetenschappelijke naam van de soort is voor het eerst geldig gepubliceerd in 1989 door Bird & Holdich.